# Cyklisk permutation
Cyklisk permutation är ett specialfall av en permutation.
I en cyklisk permutation ligger elementen alltid i samma ordning, men har förskjutits cykliskt så att permutationen får ett nytt första element.
En cyklisk permutation av en ordnad mängd {\displaystyle \{a_{1},a_{2},...,a_{n}\}} med {\displaystyle n} element kan skrivas som avbildningen:
{\displaystyle a_{i}\rightarrow a_{(i+k)\ (mod\ n)}} för en cyklisk permutation förskjuten {\displaystyle k} steg ("mod" står för modulo).

## Exempel
- Elementen a, b, c, d kan förekomma i fyra cykliska permutationer: abcd, bcda, cdab, dabc.
- Ett förskjutningschiffer är ett exempel på en cyklisk permutation, chiffrets lösning ges med ett enkelt tal som anger antalet steg som alfabetet har förskjutits (i överenskommen riktning).